# Frédéric Gorny
Frédéric Gorny (ur. 6 września 1973 w Asnières-sur-Seine) – francuski aktor filmowy, nominowany do Cezara za rolę osadnika „Czarnej Stopy” Henri Marianiego podczas wojny algierskiej w dramacie Dzikie trzciny (Les Roseaux Sauvages, 1994).
Kiedy uczęszczał do Kolegium im. Toulouse’a-Lautreca w Tuluzie, pojawiał się w reklamach w miejscowym dzienniku „La Dépêche du Midi”. Popularność wśród telewidzów przyniosła mu postać geja Laurenta Zeldera, syna adwokata kancelarii, w serialu Avocats & associés (1998–2008).

## Filmografia

### Filmy kinowe
- 2006: Après les poules jako Młody mężczyzna
- 2004: Poids léger jako Pierre
- 2003: Le Cou de la girafe
- 2002: Ma vraie vie à Rouen jako mężczyzna na klifie
- 1999: Le Boiteux: Baby blues jako Patrick Piancet
- 1998: Jeanne i jej wspaniały chłopak (Jeanne et le garcon formidable) jako Jean-Baptiste
- 1998: Sentimental Education jako Henry
- 1998: Bébé volé jako Nico
- 1997: Jeunesse
- 1997: Pondichéry, dernier comptoir des Indes jako Stanislas Charvin
- 1997: Le Jugement de Salomon
- 1996: Tykho Moon jako Konstantin
- 1994: Dzikie trzciny (Les Roseaux Sauvages) jako Henri

### Filmy telewizyjne
- 2006: Sartre, l'âge des passions jako Frédéric
- 1999: Premier de cordée jako Zian Servettaz
- 1999: Portret (Le Portrait) jako Martin
- 1999: Le Boiteux: Baby blues jako Patrick Piancet
- 1997: Noël en Quercy jako Antoine Lacassagne
- 1997: Le Jugement de Salomon

### Seriale telewizyjne
- 2007: Wojna i pokój (War and Peace) jako Ramballe
- 2007: P.J. jako Laurent Zelder
- 2003: Un été de canicule jako Raphaël
- 2002: Louis la brocante jako Jacques
- 1998–2008: Avocats & associés jako Laurent Zelder
- 1998: Hrabia Monte Christo (Le Comte de Monte Cristo) jako Chateaurenaud
- 1996: Madame Dubois, Hôtel Bellevue
- 1994: Wszyscy młodzi w ich wieku jako Henri